# سوخت‌رسانی انژکتوری

نمایش شماتیک مدار الکترونیکی سامانه سوخت‌رسانی انژکتوری

سامانه سوخت‌رسانی انژکتوری یکی از روش‌های سوخت‌رسانی به موتورهای درون‌سوز به روش تزریق سوخت است که در این سامانه سوخت توسط یک پمپ مکانیکی یا برقی با فشار به داخل لوله‌های سوخت‌رسانی و ریل سوخت وارد می‌شود و از طریق انژکتورها که در واقع نوعی شیر محسوب می‌شوند به پشت سوپاپ هوا یا درون سیلندر به صورت پودر شده پاشیده می‌شود و به این ترتیب مخلوطی از هوا و سوخت برای احتراق در موتور و تولید انرژی بدست می‌آید.

## تاریخچه
در اواخر دهه ۱۹۵۰ و اوایل دهه ۱۹۶۰ میلادی کارخانه شورولت و پونتیاک نخستین طرح سوخت‌رسانی انژکتوری مکانیکی نوع تزریق دائم را عرضه نمودند.
مرسدس بنز در سال ۱۹۵۲ خودروی 300SL W194 که نخستین خودروی انژکتوری بنزینی بود را به بازار عرضه نمود.
در اواخر دهه ۱۹۵۰ شرکت کرایسلر تعدادی اتومبیل انژکتوری با سامانه الکترونیکی تولید نمود و نام این طرح را بندیکس الکتروژکتور نامید. با ظهور ترانزیستور و دیود در صنعت الکترونیک، در سال ۱۹۶۸ میلادی شرکت فولکس واگن نمونه جالبی از طرح شرکت بوش را که از فناوری‌های نوین بهره جسته بود در روی موتورهای خود بکار برد.

## مزایای تزریق سوخت
توزیع یکنواخت سوخت بین سیلندرها، کاهش خام سوزی و تولید گازهای خطرناک، راندمان حجمی بالاتر موتور به علت حذف ونتوری(قسمتی از کاربراتور)، کاهش ارتفاع موتور، عدم نیاز به گرمکن، شتاب‌گیری زیادتر موتور، کاهش مصرف سوخت و اندازه‌گیری دقیق سوخت از مزایای روش تزریق سوخت می‌باشد.

## معایب تزریق سوخت
وجود قطعات حساس، دقیق و گران‌قیمت، نیاز به تخصص فراوان در امر تولید و تعمیر قطعات و پیچیدگی سامانه از معایب روش تزریق سوخت می‌باشد.

## انواع سامانه سوخت‌رسانی انژکتوری

### مکانیکی
1. نوع کا - جترونیک

### الکترونیکی EFI
1. نوع الکتروجکتور
2. نوع دی - جترونیک
3. نوع کا - جترونیک لامبدا
4. نوع ال - جترونیک
5. نوع ال اچ - جترونیک

## اجزاء سامانه سوخت‌رسانی انژکتوری

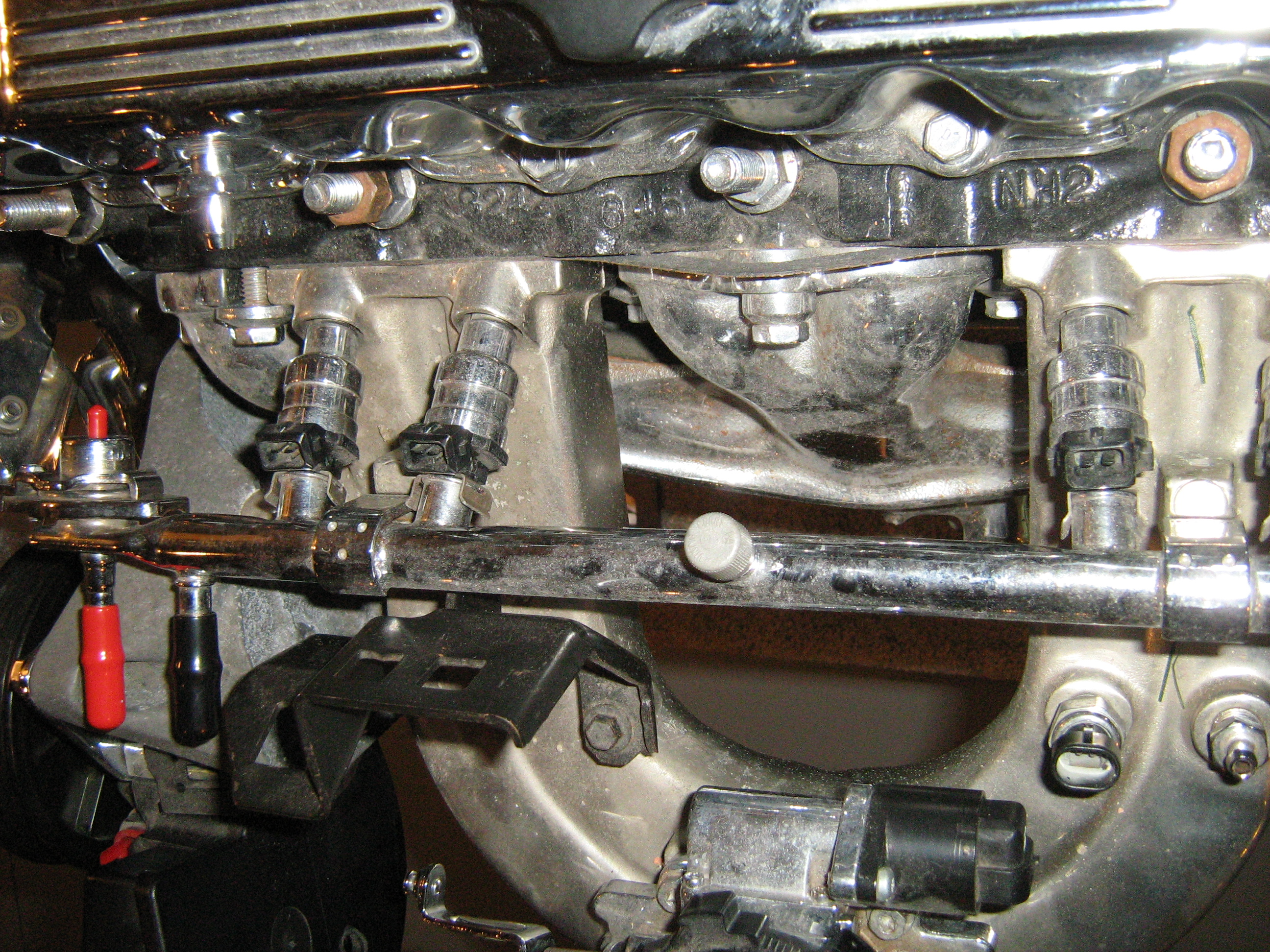
ریل سوخت و انژکتورهای متصل به آن

1. سنسورها: شامل سنسور فشار هوا، سنسور دمای هوا،سنسور میل بادامک سنسور دمای آب، سنسور سرعت، سنسور دور موتور، سنسور اکسیژن، سنسور زاویه میل لنگ، پتانسیومتر دریچه گاز، سنسور ضربه، سوئیچ اینرسی، سنسور جریان جرمی هوا
2. پمپ
3. لوله‌های سوخت‌رسانی
4. فیلتر سوخت
5. ریل سوخت
6. انژکتورها
7. مانیفولد هواو بدنه گاز
8. واحد کنترل الکترونیکی
9. موتور کنترل دور آرام
10. رگلاتور فشار شکن

## انواع روشهای تزریق
1. نوع تک نقطه‌ای شامل: TBI, CFI
2. نوع تزریق مداوم
3. نوع تزریق دریچه مرکزی شامل:CPI و CPFI
4. نوع چند نقطه‌ای
5. نوع تزریق مستقیم

## محاسبات سامانه
محاسبات دقیق سامانه انژکتور از طریق تعداد زیادی سنسور انجام می‌شود که می‌توان به اصلی‌ترین سنسورها به سنسور اکسیژن :اندازه‌گیری میزان گازهای خروجی، میل سوپاپ(میل بادامک):نسبت قرارگیری سوپاپ و پاشش سوخت به هر سیلندر، سنسور درچه گاز: افزایش سوخت باتوجه به فشار پدال گاز، سنسور خط مرگ (دورموتور بالا) :جلوگیری از بالا رفتن دور موتور و قطع سوخت جهت جلوگیری از تخریب انجین، سنسور کیلومتر افزایش و کاهش سوخت بر مبنای سرعت خودرو و جلوگیری از بالارفتن یا به اصطلاح گاز خوردن خودرو بیش از3000دور در دقیقه درصورت قطع شدن سنسور کیلومتر و جلوگیری از تقلب قطع کردن کیلومتر خودرو برای استفاده بیشتر از گارانتی ،